# Alchemilla legionensis
Alchemilla legionensis é uma espécie de rosácea do gênero Alchemilla, pertencente à família Rosaceae.